# Paracalicha hoenei
Paracalicha hoenei là một loài bướm đêm trong họ Geometridae.